# Rosburg
Rosburg  est une census-designated place américaine de l'État de Washington dans le comté de Wahkiakum. 
La population était de 317 habitants en 2010.